# Плосък уплътнител
- 1. o-пръстен
- 2. шайба от фибър
- 3. хартиено уплътнение
- 4.гарнитура за глава на цилиндров блок на двигател с вътрешно горене

Плоският уплътнител (плоско уплътнение) или още гарнитура на английски: gasket или на немски: Flachdichtung e механично статично уплътнение. Използва се за уплътняване между 2 или повече плоско повърхности, които се опират и свързват една с друга и трябва да се осигури херметичното им свързване. Така например при някои видове тръбни съединения, те осигуряват съединяването на тръбите чрез фланци, които се опират челно. Плоските уплътнители позволяват свързването на метални части, които не са перфектно долепени и перфектно равнинни и при притискането на частите плоските уплътнители могат да компенсират неравностите. Плоските уплътнители обикновено се изработват чрез изрязване от плоски материали, които се избират в зависимост от изискванията на съединението.

## Принцип на уплътняване
Плоското уплътнение представлява помощен материал. След монтирането му то се притиска от частите, които трябва да се уплътняват. При това налягането, с което се притиска трябва да бъде по-голямо от налягането на флуида в инсталацията. Притискането на уплътнението се осъществява обикновено чрез винтови съединения.

### Проблеми при уплътняването на съединението
Причините за нарушаване на плътността на едно съединение с използването на плосък уплътнител могат да бъдат:
- Неравномерно разпределена сила на притискане. Това може да е предизвикано от неравномерно притягане на болтовете, което може да бъде предизвикано от неуспоредност между повърхнините. Това води да деформиране на плоския уплътнител. Увеличаването на броя на винтовите съединения ще подобри равномерността на притискане и намали деформациите.
- Поради вибрации, температурни промени и други фактори може винтовите съединения да се разхлабят и намали притягането на съединението и да се получат пропуски. Използването на по-дълги болтове с по-малък диаметър намаляват този проблем. Добре е да се извърши допълнително притягане на съединението след извършването на първоначален температурен стрес.
- Повърхностите, които се съединяват може да не са достатъчно гладки.